# ماتي براجكوفيتش
ماتي براجكوفيتش (بالكرواتية: Mate Brajković)‏ هو لاعب كرة قدم كرواتي في مركز الهجوم، ولد في 18 يونيو 1981 في سومبور في صربيا. شارك مع منتخب كرواتيا تحت 21 سنة لكرة القدم. أما مع النوادي، فقد لعب مع أدميرا فاكر مودلينغ ونادي رييكا ونادي فلامورتاري فلوره.

## وصلات خارجية
- ماتي براجكوفيتش على موقع قاعدة بيانات كرة القدم.إي يو (الإنجليزية)
- ماتي براجكوفيتش على موقع عالم كرة القدم.نت (الإنجليزية)